# 多依娜
多依娜（羅馬尼亞語：Doina）是罗马尼亚的民族音乐形式，常在罗马尼亚乡村音乐中出现。在巴尔干半岛及东欧亦有类似的音乐风格。
多依娜音乐大多节奏自由，由演奏者即兴发挥，通常伴有大量装饰音。犹太民族的克莱兹默音乐亦融入了多依娜的曲调特色。
2009年，联合国教科文组织将多依娜列入非物质文化遗产。